# Fronius International
Fronius International GmbH er en østrigsk producent af fotovoltaik, svejseteknologi og batteriopladning med hovedkvarter i Pettenbach, Oberösterreich.
I 1945 etablerede Günter Fronius (1907-2015) og hans kone Friedl Fronius International GmbH i Pettenbach. I dag har Fronius over 8.000 ansatte, 34 datterselskaber og tilstedeværelse i 60 lande.